# Lissochlamys exotica
Lissochlamys exotica — вид двостулкових молюсків родини гребінцевих (Pectinidae).

## Поширення
Вид поширений на сході Атлантики (біля Азорських, Канарських островів та Мадейри) та на заході Середземного моря. Викопні решки молюска виявлені в пліоценових відкладеннях Алжиру.